# Sant Hipòlit de Voltregà
Sant Hipòlit de Voltregà (en espagnol : San Hipólito de Voltregá; traduisible par « Saint-Hippolyte » en français) est une municipalité de la province de Barcelone, en Catalogne, en Espagne, située dans la comarque d'Osona.

## Jumelage
- Saint-Hippolyte-de-la-Salanque (France)

## Personnalités
- Miquel Recio Martín (1943-2006), joueur de rink hockey, est mort à Sant Hipòlit de Voltregà.